# حمام توکل
حمام توکل مربوط به دورهٔ صفویان است و در شهر کنگاور در استان کرمانشاه قرار دارد. این اثر در تاریخ ۱۶ آبان ۱۳۷۹ با شمارهٔ ثبت ۲۸۷۲ به‌عنوان یکی از آثار ملی ایران به ثبت رسیده است.
حمام توکل در بخش غربی خیابان شهدا، مقابل دیوار برپاشدهٔ معبد آناهیتا در ضلع غربی آن واقع شده و علیرغم قدمت طولانی سالم مانده است. این حمام در سال‌های آخر دههٔ ۱۳۹۰ مورد بازسازی قرار گرفته است.